# 佐久間寿美

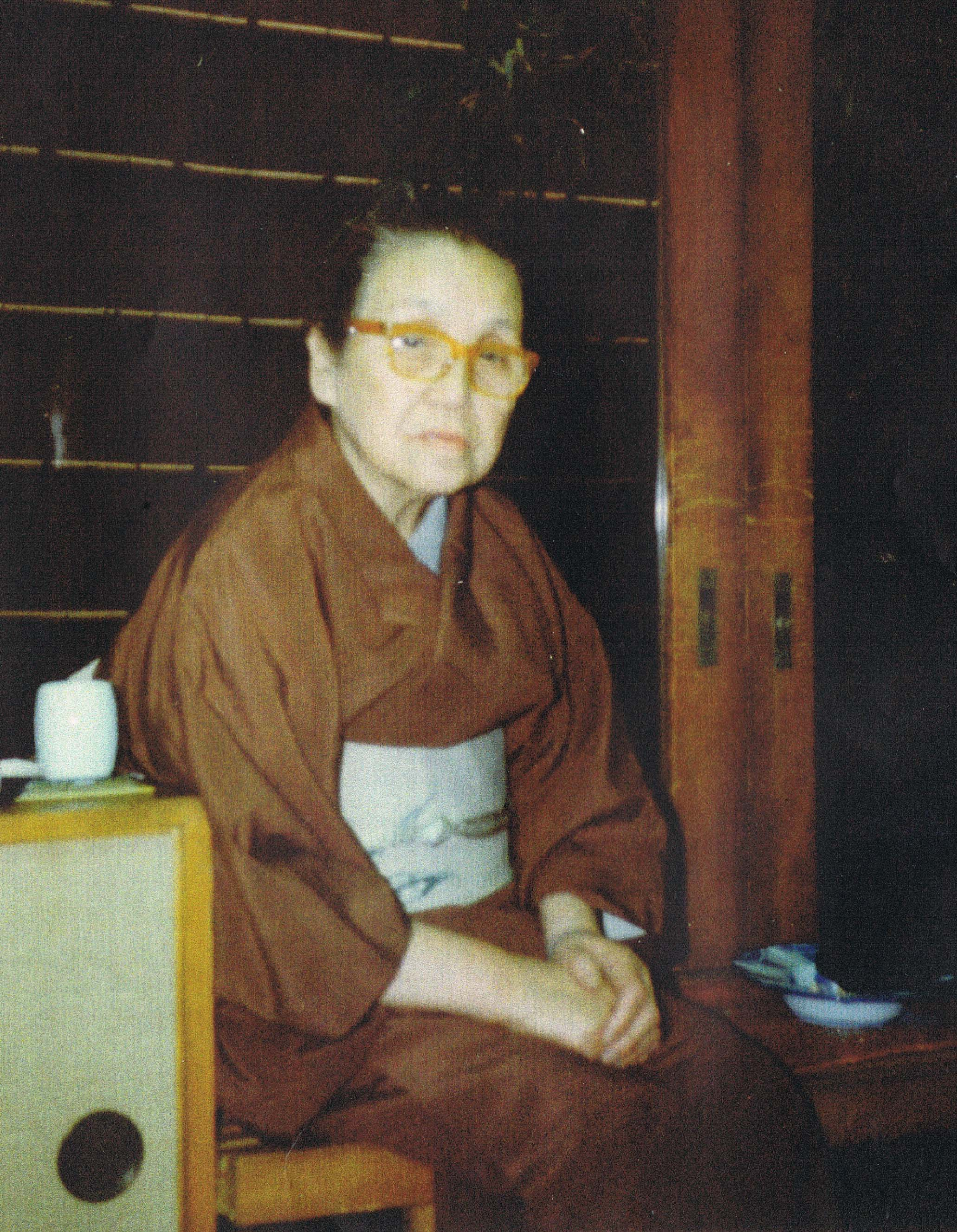
佐久間寿美

佐久間 寿美（さくま すみ、1903年（明治36年）7月14日 - 1982年（昭和57年）2月1日）は、埼玉県川越の馬車旅館として創業された「佐久間旅館」の元女将。著名人との親交も多かった。川越の女傑とも呼ばれた。

## 経歴
寿美は1903年（明治36年）7月14日に佐久間次郎（米沢上杉藩より江戸へ）、喜代（浅草乗合馬車佐久間軒佐久間勇次郎、さくの娘）の一人娘として埼玉県川越町（現・川越市）に生まれた。明治の初年、乗合馬車の「佐久間軒」は東京浅草を中心に遠く関東近県まで乗合馬車を走らせていたが、明治十年頃の鉄道の発達に伴いその本拠地を川越江戸町に移した。川越で仕事を終えた人の中には宿泊が必要な人もおりそのような乗客の要望に応えて始めたのが「佐久間旅館」である。
寿美は川越尋常小学校（現・川越市立川越小学校）を卒業した後、川越町立川越高等女学校（現・埼玉県立川越女子高等学校）に進み1921年（大正10年）首席で卒業した。翌1922年（大正11年）埼玉県川島村畑中から大沢欣三（先祖の大澤右近将監は上杉謙信の家臣という）を婿養子に迎え旅館の若女将に専念する。寿美は幼少時から記憶力が優れ、宿泊客の氏名や顔は一度で覚えた。また川越にひかれた電話百本の電話の持ち主を全て覚えていた。佐久間旅館の電話番号は十二番であった。
長男勇次、次男三郎、三男明、四男春男、長女喜美代、二女輝子と四男二女の母親でもあった。
1952年（昭和27年）夫欣三が57歳でこの世を去り、49歳の寿美は母親として、旅館の女将として誰よりも忙しい毎日を過ごしたが文学好きの寿美は仕事が終わる深夜に読書した。
六十代後半になると旅館の仕事を長男勇次（日本大学教授）の嫁正子に任せ、達者な英語を武器に外国旅行を楽しんだ。英語のみならず中国語など多彩な言葉も見よう見まねで操り、意志を通わせてしまうまさに肝っ玉母さんであった。
川越の女傑とも呼ばれた寿美は城下町川越の昔を知る人として雑誌や新聞のインタビューも受けNHK浦和支局開局十周年記念番組に「元気はつらつ七十八歳の肝っ玉おばあちゃん」として出演、漫画家の岡部冬彦、女優の芳村真理と対談しきびきびとした応対ぶりが評判となった。
1982年（昭和57年）2月1日、心不全のため79歳でこの世を去った。手に汗して働くことを人生哲学とした寿美は、自ら客の履き物を整える気さくな女将であった。「死ぬまで働き続けたい」が口癖の仕事一筋の生涯であった。

## 著名人との親交
尾崎紅葉、島崎藤村、堀口大学などの文人墨客や政府高官、軍人、財界人などとのつきあいも広い。なかでも島崎藤村との交流はよく知られている。
また佐久間旅館は皇族の定宿ともなっており、秩父宮、高松宮、三笠宮が合計73泊している。
寿美は演劇も好み水谷八重子や島田正吾の楽屋にも親しく出入りした。また川越出身の俳優で劇団四季の市村正親の後援者として日生劇場にもたびたび顔を出した。市村正親も「おばあちゃん」と寿美を慕った。川越出身の女子プロゴルファー樋口久子も下積み時代から可愛がり親しくしていた。
若い頃から本が好きだった寿美は川越の文芸団体である「川越ペンクラブ」に会員となり季刊誌「武蔵野ペン」発刊当時から協力し毎号百冊を購入して知人や宿泊客に配り、その普及と会の発展に尽くした。
作家山口瞳の「週刊新潮」読切連載「男性自身」の中で寿美との交流を述べている。